# Monoctonus gallicus
Monoctonus gallicus är en stekelart som beskrevs av Jaroslav Stary 1977. Monoctonus gallicus ingår i släktet Monoctonus och familjen bracksteklar. Inga underarter finns listade i Catalogue of Life.